# Staatsolie
Staatsolie, oficialmente, Staatsolie Maatschappij Suriname, é uma empresa estatal surinamesa cujo proprietário é o Estado do Suriname. Sua base econômica se concentra nas áreas de exploração de petróleo e ouro no território do Suriname.
A empresa foi criada, inicialmente, para executar a política petrolífera no país da América do Sul, no que se inclui exploração, perfuração e processamento de petróleo.

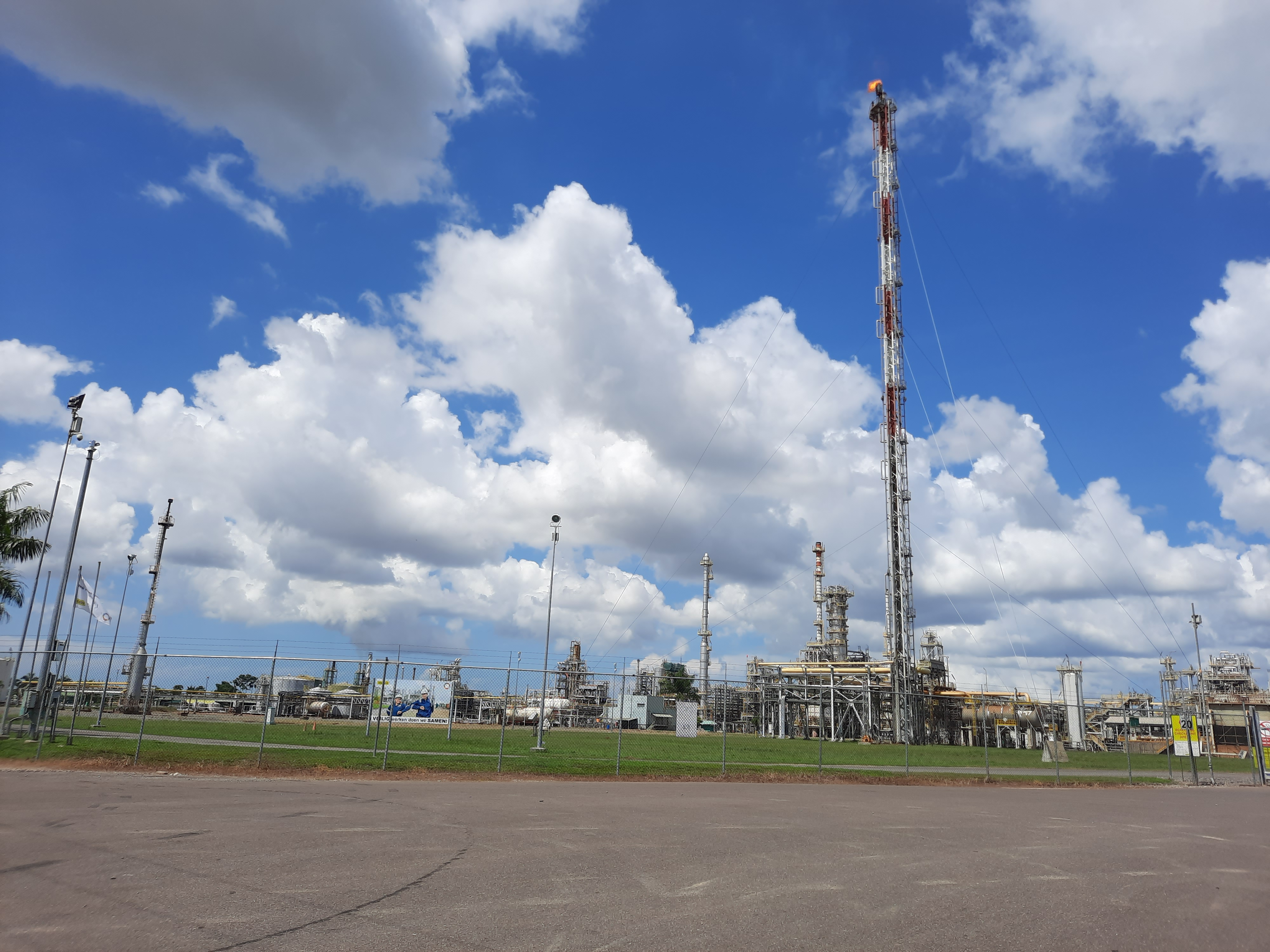
Centro de operações da Staatsolie em Paramaribo, Suriname.

Em 2014, a Staatsolie expandiu seus negócios para a indústria mineral de ouro, tornando-se uma das mais importantes empresas do país.

## História
Em 1965, foi descoberto petróleo no distrito de Saramacca no norte do Suriname o que motivou o governo do país a buscar meios para explorar essa reserva petrolífera sem ter de entregar a exploração a multinacionais estrangeiras.
Em 13 de dezembro de 1980, o presidente do Suriname, Henk Chin A Sen, anunciou a criação da nova empresa estatal, chamada Staatsolie para administrar a própria indústria nacional de petróleo onshore e offshore.

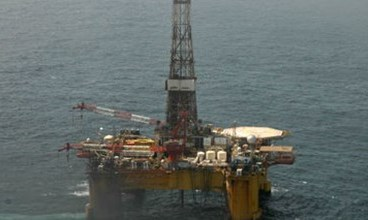
Plataforma petrolífera offshore na costa do Suriname.

Em 25 de novembro de 1982, a primeira perfuração começou em Tambaredjo. Já em 1988, o primeiro petróleo bruto foi exportado para Trinidade e Tobago. Em fevereiro de 1995, a Staatsolie construiu uma refinaria.
No ano de 2014, foi anunciado que a estatal participaria de 25% em um campo de ouro recentemente descoberto na área de Merian e, em 2019, a produção foi de 524.000 onças de ouro, resultando em uma receita anual de US$ 101 milhões. Isso tornou a empresa surinamesa em uma mineradora, além de petroleira.

## Atividades

### Exploração de petróleo
Em 1988, o Suriname exportou pela primeira vez petróleo ao exterior, através da Staatsolie, e se tornou um produtor de petróleo médio no cenário mundial, chegando a produzir mais que a França, Chile e Japão em 2017.

Em meados da década de 2010, o governo do Suriname anunciou a descoberta de imensas reservas de petróleo ao longo da sua costa no Oceano Atlântico, o que abriu portas para que a Staatsolie iniciasse perfurações e consequentemente a exploração offshore do óleo. 
Essas descobertas levaram o Suriname a se destacar como uma provável futura potência petroleira ao lado do país vizinho, a Guiana.
Apesar de a Staatsolie ser a petroleira estatal do Suriname, o país estava considerando, em 2020, sob a administração Santokhi, abrir a exploração de petróleo para multinacionais estrangeiras, como a americana Exxon Mobil e a brasileira Petrobras.

### Produção de energia elétrica

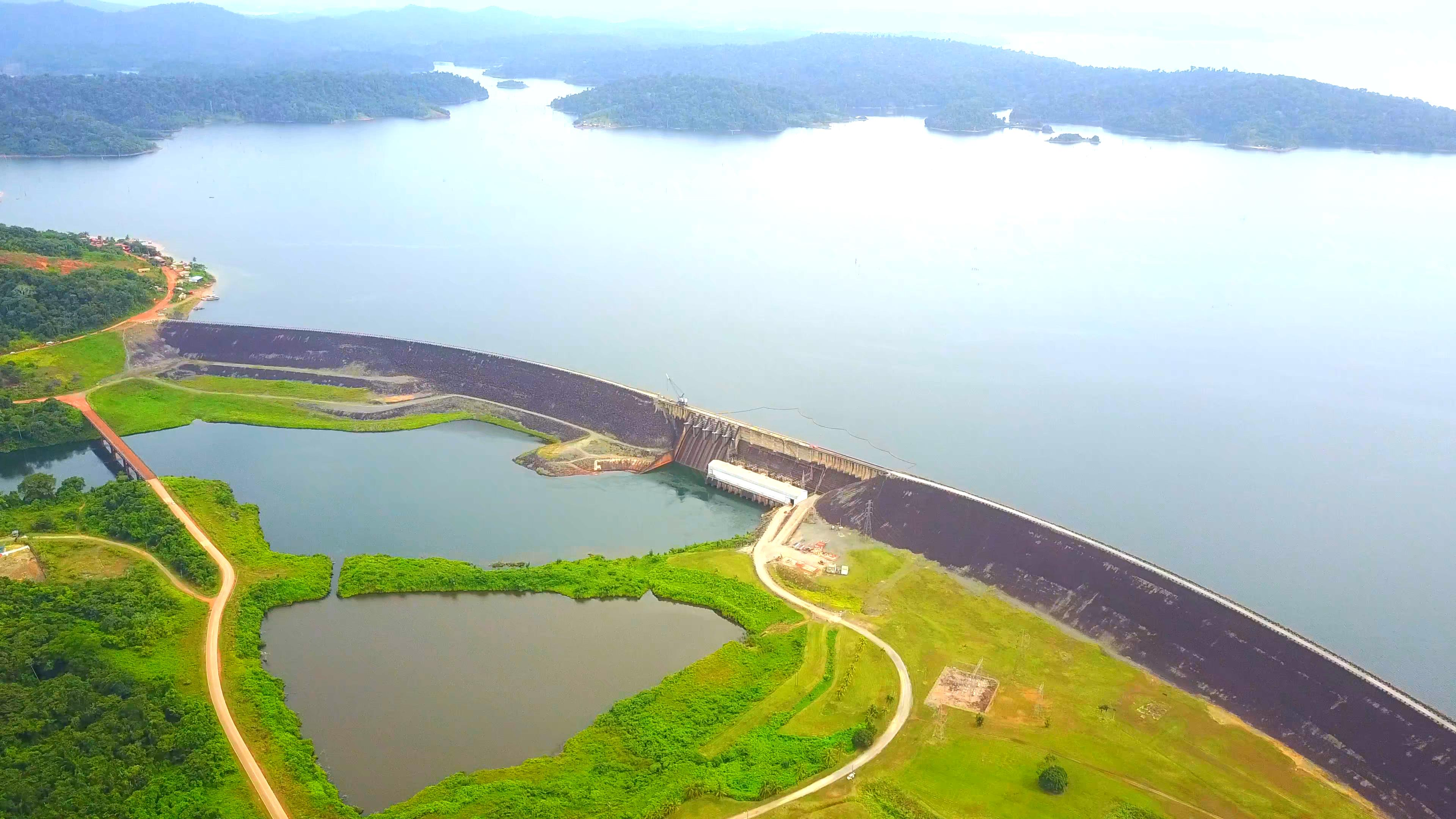
Visão aérea da hidrelétrica de Brokopondo, no Suriname.

A Staatsolie possui uma estação de energia elétrica em Tout Lui Faut desde 2006. Inicialmente havia uma capacidade de 14  megawatts (MW), mas foi aumentada para 28 megawatts em 2010 e mais 34 megawatts foram adicionados em 2014. O vapor e a eletricidade gerados pela usina da Staatsolie fornece energia para as atividades da própria empresa e o excedente é fornecido para a EnergieBebedrijven Suriname (EBS).

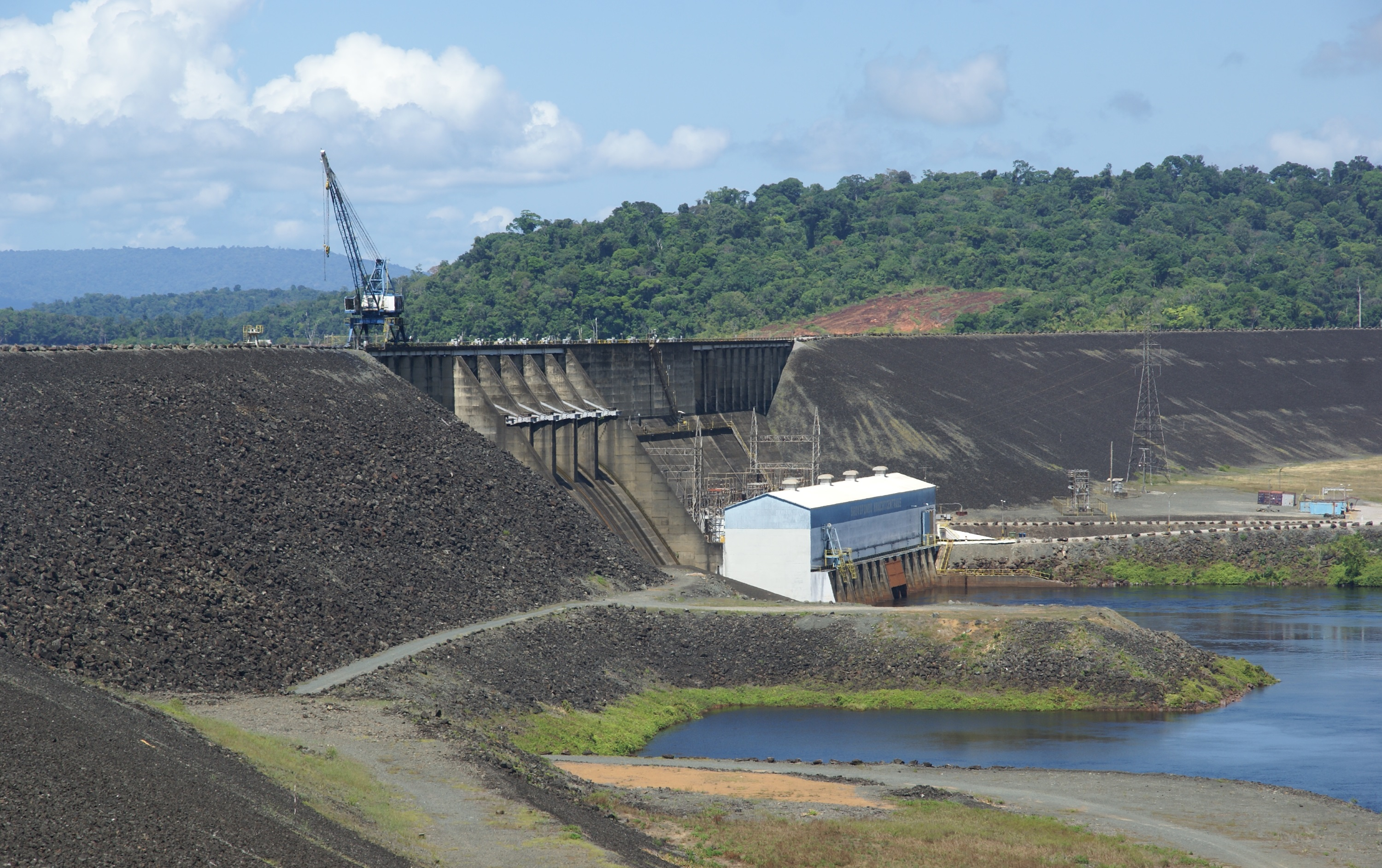
Estrutura da albufeira de Brokopondo; um dos maiores reservatórios artificiais de água doce do mundo.

Desde o início de 2020, a Staatsolie é a responsável pela gestão da usina hidrelétrica de Brokopondo. Essa usina tem capacidade de produzir três quartos de toda a eletricidade requerida do Suriname.

### Parceria com o Brasil
Em janeiro de 2022, o então presidente do Brasil, Jair Bolsonaro, fez uma visita de Estado ao Suriname e se encontrou com o presidente Chan Santokhi em Paramaribo.
O presidente brasileiro ofereceu ao Suriname cooperação técnica para a exploração de petróleo e pediu ao governo surinamês que desse preferência à Petrobras na exploração petrolífera do país vizinho.
Em 2023, a brasileira Transpetro anunciou planos para a expansão da exploração de petróleo na costa do Suriname.